# Gradiente gravitatorio
En el contexto de la mecánica celeste, la expresión gradiente gravitatorio se utiliza para hacer referencia a un fenómeno que afecta a cuerpos no puntuales, tales como planetas y satélites, y que tiene su origen en que la gravedad que actúa sobre ellos resulta no uniforme.
Un ejemplo de esto es la Tierra, sometida a la gravedad de la Luna, y su recíproco, la Luna sometida a la gravedad de la Tierra. En este caso, el fenómeno provoca la existencia de las mareas, hace que la Luna tenga siempre la misma cara orientada hacia la Tierra y explica por qué esta no gira de manera caótica.

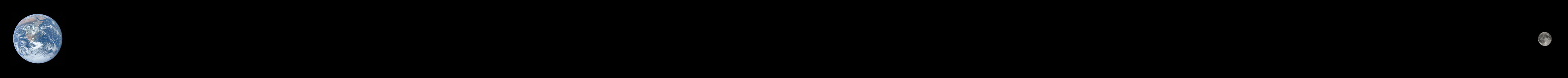
Imagen a escala que muestra la distancia entre la Luna y la Tierra. Se observa que los diámetros son pequeños comparados con la distancia pero apreciables en cierta medida.

## Origen del fenómeno

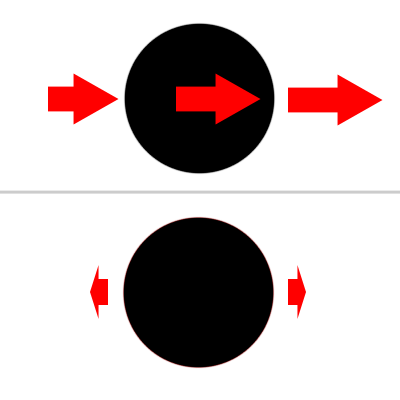
Esquema de las fuerzas sobre la Luna.

De manera simplificada, entre la Luna y la Tierra existe una fuerza recíproca aplicada en el centro de masas de cada cuerpo celeste, cuyo módulo está definido en la Ley de la Gravitación Universal desarrollada por Isaac Newton:
{\displaystyle F=G{\frac {M_{T}\cdot M_{L}}{r^{2}}}}
donde
- {\displaystyle r} es la distancia entre los centros de masa
- {\displaystyle G} es la Constante de gravitación universal
- {\displaystyle M_{T}} es la masa de la Tierra
- {\displaystyle M_{L}} es la masa de la Luna

Sin embargo, la acción real es que la fuerza de gravedad se distribuye en la masa de cada uno de estos objetos, cuyas dimensiones son del orden de miles de kilómetros, de modo que la intensidad de la gravedad en cada punto es levemente distinta. Esto hace que las porciones de masa de la Luna situadas en la cara opuesta a la Tierra estén sometidas a fuerzas de gravedad levemente inferiores a las que actúan en la cara orientada hacia la Tierra, de manera que en la cara más cercana a la Tierra existe una resultante de fuerzas levemente superior a la que existe en la cara opuesta. De esta forma, la cara más cercana a la Tierra tiende al equilibrio.
El fenómeno recíproco sucede en la Tierra donde, en la zona que se encuentra en oposición a la Luna, existe una acción de la gravedad levemente inferior a la que se observa en la zona más cercana. En este caso, la masa de la Luna es insuficiente para impedir la rotación de la Tierra, pero este fenómeno evita que la Tierra tenga una rotación de tipo caótico.

## El gradiente gravitatorio sobre la Luna
Este es un caso particular de estabilización por gradiente gravitatorio. El fenómeno descrito, actuando durante millones de años, hace que la oscilación de la Luna en torno a un punto de equilibrio sea cada vez menor, fenómeno que fue descubierto por Euler en sus estudios del movimiento del sólido rígido. La mayoría de los satélites regulares presentan este fenómeno respecto a sus planetas.

## El gradiente gravitatorio sobre la Tierra

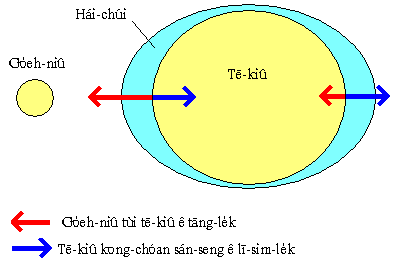
Esquema de las fuerzas sobre la Tierra.

En realidad, la Luna no gira en torno a la Tierra, sino que la Tierra y la Luna giran en torno al centro de masas de ambos. Sin embargo, al ser la Tierra un cuerpo grande, la gravedad que ejerce sobre la Luna es distinta en cada punto. En el punto más próximo a la Luna, la intensidad de la gravedad es mayor que en el centro de masas de la Tierra, y también es mayor que en el punto más alejado de la Luna.
Así, mientras la Tierra redonda gira en torno al centro de gravedad del sistema Tierra-Luna, aparece a la vez una fuerza que tiende a deformarla, dándole el aspecto de un elipsoide. Esta fuerza es la que produce las mareas. Al ser la Tierra sólida, la deformación afecta más a las aguas y es lo que produce el efecto de que suban y bajen dos veces al día: la marea sube en los puntos más cercanos y más alejados de la Luna.
Un efecto asociado es que las mareas frenan a la Tierra en su rotación y, dado que el sistema Tierra-Luna tiene que conservar el momento cinético, la Luna lo compensa alejándose 3,78 cm cada año, como han demostrado las mediciones láser de la distancia, posibles gracias a los retro-reflectores que los astronautas dejaron en la Luna.

## Nota matemática
El concepto de gradiente expresado aquí no es equivalente al sentido habitual de gradiente en física y matemáticas. El campo gravitatorio es un campo vectorial y no escalar y por tanto no existe su gradiente desde el punto de vista habitual en matemáticas. Sí que hay un objeto tensorial relacionado con el efecto aquí explicado que es el gradiente de un campo vectorial
También es posible hablar del gradiente del potencial gravitatorio, que es el propio campo g asociado al potencial, pero el sentido de esta expresión no es el que se trata en este artículo.